# Limnophora dichoptica
Limnophora dichoptica este o specie de muște din genul Limnophora, familia Muscidae. A fost descrisă pentru prima dată de Fritz Isidore van Emden în anul 1951.
Este endemică în Uganda. Conform Catalogue of Life specia Limnophora dichoptica nu are subspecii cunoscute.